# Keren Yedaya
Keren Yedaya (hebreu: קרן ידעיה‎; nascuda el 1972) és una cineasta israeliana. Va néixer als Estats Units, però la seva família es va traslladar a Israel el 1975 quan només tenia tres anys Es va formar a la Camera Obscura School of Art a Tel-Aviv.

## Biografia
Yedaya és coneguda com una activista política pel feminisme i els drets de les dones i participa en protestes contra la presència militar israeliana a Cisjordània. Les seves pel·lícules són reflex del seu activisme polític. Va començar la seva carrera fent curtmetratges Elinor el 1994 sobre les tribulacions d'una dona israeliana reclutada a l'exèrcit, mentre que Lulu el 1998 aborda la prostitució a Israel. A partir d'aquests treballs, el productor francès Emmanuel Agneray la va convidar a França on va rodar el seu tercer curtmetratge Les dessous sobre un Botiga parisina de roba interior i roba de dona.
L'any 2001, va rebre el suport econòmic del Festival de Cinema Mediterrani de Montpelier per desenvolupar un llargmetratge. El resultat va ser el seu primer llargmetratge Or (My Treasure) que va guanyar la Caméra d'Or al 57è Festival Internacional de Cinema de Canes i la Palmera de Bronze a la XXV edició de la Mostra de València. Els seus treballs següents són Jaffa el 2009, també projectada al Festival de Cannes.
La seva pel·lícula de 2014 Harcheck mi headro va ser seleccionada per competir a la secció Un Certain Regard al 67è Festival Internacional de Cinema de Canes.

## Filmography

### Director
- 1994: Elinor (curtmetratge)
- 1999: Lulu (curtmetratge)
- 2001: Les dessous (aka Underwear)
- 2004: Or (My Treasure)
- 2009: Jaffa (2009)
- 2014: Harcheck mi headro (2014)
- 2019: Red Fields

### Guionista
- 2001: Les dessous
- 2004: Or (My Treasure)
- 2009: Jaffa (2009)

## Premis
- 2004: Va guanyar la Caméra d'Or al 57è Festival Internacional de Cinema de Canes per Or (My Treasure)